# Зігфрід фон Рековскі
Зігфрід фон Рековскі (нім. Siegfried von Rekowski; 9 липня 1896, Тірштігель — 9 травня 1990, Швангау) — німецький воєначальник, генерал-лейтенант вермахту. Кавалер Німецького хреста в золоті.

## Біографія
Учасник Першої світової війни. 1 лютого 1920 року демобілізований, 18 лютого вступив у поліцію.15 жовтня 1935 року перейшов у вермахт. З 12 жовтня 1937 року — командир 2-ї роти 93-го піхотного полку, з 1 вересня 1939 по 16 березня 1940 року — 2-го батальйону 71-го піхотного полку. З 1 травня 1940 року — навчальний керівник люфтваффе від моторизованих частин сухопутних військ. З 1 травня 1941 по 31 жовтня 1943 року — командир 354-го піхотного (згодом гренадерського) полку. З 16 листопада по 14 грудня 1943 року навчався на курсах командирів дивізій. З 20 лютого по серпень 1944 року — командир 106-ї піхотної, з 17 жовтня 1944 по 8 лютого 1945 року — 76-ї піхотної, з 10 березня 1945 року — 156-ї навчальної, з квітня — 156-ї піхотної дивізії. 21 травня 1945 року взятий в полон британськими військами. 12 травня 1948 року звільнений.

## Звання
- Лейтенант без патенту (22 жовтня 1914; отримав патент 14 серпня 1918)
- Оберлейтенант запасу (1 лютого 1920)
- Оберлейтенант поліції (18 лютого 1920)
- Гауптман поліції (30 червня 1926)
- Гауптман (15 жовтня 1935)
- Майор (18 січня 1936)
- Оберстлейтенант (1 лютого 1939)
- Оберст (1 січня 1942)
- Генерал-майор (1 травня 1944)
- Генерал-лейтенант (1 грудня 1944)

## Нагороди
- Залізний хрест 2-го і 1-го класу
- Нагрудний знак «За поранення» в сріблі
- Почесний хрест ветерана війни з мечами
- Медаль «За вислугу років у Вермахті» 4-го, 3-го, 2-го і 1-го класу (25 років)
- Застібка до Залізного хреста
  - 2-го класу (2 жовтня 1939)
  - 1-го класу (9 жовтня 1939)
- Медаль «За зимову кампанію на Сході 1941/42» (15 вересня 1942)
- Нагрудний знак «За поранення» в сріблі (2 лютого 1943)
- Почесна застібка на орденську стрічку для Сухопутних військ (26 лютого 1943)
- Німецький хрест в золоті (18 червня 1943)
- Штурмовий піхотний знак в сріблі (24 грудня 1943)